# Scleronephthya flexilis
Scleronephthya flexilis är en korallart som beskrevs av Thomson och Simpson 1909. Scleronephthya flexilis ingår i släktet Scleronephthya och familjen Nephtheidae. Inga underarter finns listade i Catalogue of Life.